# Joe Nedney
Joseph Thomas "Joe" Nedney (født 22. marts 1973 i San Jose, Californien, USA) er en tidligere amerikansk footballspiller, der spillede i NFL som place kicker. Nedney kom ind i ligaen i 1996 og repræsenterede en lang række af ligaens hold. Hans længste periode var hos San Francisco 49ers, der var hans arbejdsgiver fra 2005 til 2010.

## Klubber
- Miami Dolphins (1996)
- Arizona Cardinals (1997-1999)
- Baltimore Ravens (1999)
- Oakland Raiders (1999)
- Denver Broncos (2000)
- Carolina Panthers (2000)
- Tennessee Titans (2001-2004)
- San Francisco 49ers (2005-2010)